# Студии по архивному делу и документоведению
«Студии по архивному делу и документоведению» (укр. Студії з архівної справи та документознавства) — междисциплинарный сборник научных трудов, посвящённый актуальным проблемам архивного дела и архивоведения, документоведения, источниковедения, специальных исторических дисциплин, истории Украины, биографистики; печатный орган Украинского научно-исследовательского института архивного дела и документоведения Государственной архивной службы Украины. 18 ноября 2009 года сборник внесён ВАК Украины в Перечень научных профессиональных изданий по историческим наукам.

## Состав редколлегии
Главный редактор: Кулешов Сергей Георгиевич, доктор исторических наук, профессор 

Члены редколлегии:
- Горбатюк Николай Владимирович, кандидат исторических наук, старший научный сотрудник (ответственный секретарь)
- Бездрабко Валентина Васильевна, доктор исторических наук, профессор
- Волкотруб Анна Кирилловна, кандидат исторических наук
- Гаранин Александр Яковлевич, кандидат исторических наук
- Горовой Валерий Никитович, доктор исторических наук, профессор
- Дубровина Любовь Андреевна, доктор исторических наук, профессор, член-корреспондент НАН Украины
- Дятлов Владимир Александрович, доктор исторических наук, профессор
- Зворский Сергей Леонидович, кандидат исторических наук, старший научный сотрудник
- Катренко Андрей Николаевич, доктор исторических наук, профессор
- Коваленко Александр Борисович, кандидат исторических наук, профессор
- Ковальчук Оксана Александровна, доктор исторических наук
- Ларин Михаил Васильевич, доктор исторических наук, профессор (Россия)
- Лосовский Януш, хабилитированный доктор, профессор (Польша)
- Мага Ирина Николаевна, кандидат исторических наук, старший научный сотрудник
- Рыбаков Андрей Евгеньевич, кандидат исторических наук, доцент (Беларусь)
- Христова Наталья Николаевна, кандидат исторических наук, старший научный сотрудник
- Ячменихин Константин Михайлович, доктор исторических наук, профессор

## Отдельные тома
Студии по архивному делу и документоведению: ежегодники

### Том 1
Студии по архивному делу и документоведению. Т. 1 / Голов. архив. упр. при Кабинете министров Украины, Укр. гос. НИИ архив. дела и документоведения; редкол.: В. П. Ляхоцкий (глав. ред.) [и др.]. — К., 1996. — 166 с.
В сборнике публикуются труды по архивоведению, документоведению, источниковедению и другим специальным историческим дисциплинам, освещаются проблемы современного архивного строительства, подаются неопубликованные документы, обзоры архивных фондов и биографические исследования о выдающихся архивистах Украины.

### Том 2
Студии по архивному делу и документоведению. Т. 2 / Глав. архив. упр. при Кабинете министров Украины, Укр. гос. НИИ архив. дела и документоведения; редкол.: В. П. Ляхоцкий (глав. ред.) [и др.]. — М., 1997. — 160 с.

### Том 3
Студии по архивному делу и документоведению. Т. 3 / Глав. архив. упр. при Кабинете министров Украины, Укр. гос. НИИ архив. дела и документоведения; редкол.: В. П. Ляхоцкий (глав. ред.) [и др.]. — К., 1998. — 199 с.

### Том 4
Студии по архивному делу и документоведению. Т. 4 / Глав. архив. упр. при Кабинете министров Украины, Укр. гос. НИИ архив. дела и документоведения; редкол.: В. П. Ляхоцкий (глав. ред.) [и др.]. — К., 1999. — 224 с.

### Том 5
Студии по архивному делу и документоведению. Т. 5 / Глав. архив. упр. при Кабинете министров Украины, Укр. гос. НИИ архив. дела и документоведения; редкол.: В. П. Ляхоцкий (глав. ред.) [и др.]. — К., 1999. — 264 с.
Ежегодник содержит научные доклады II Международной научной конференции «Гетман Павел Скоропадский и Украинская Держава в 1918 году», посвящённой 125-летию со дня рождения П. П. Скоропадского и 80-летию создания Украинской Державы.

### Том 6
Студии по архивному делу и документоведению. Т. 6 / Глав. архив. упр. при Кабинете министров Украины, Укр. гос. НИИ архив. дела и документоведения; редкол.: В. П. Ляхоцкий (глав. ред.) [и др.]. — К., 2000. — 164 с.
В сборнике публикуются труды по исследованию современных проблем развития архивного дела на Украине. Опубликованы материалы научной конференции «Национальное архивное наследие: проблемы сохранения» (Киев, 2-5 ноября 1999). Представлены работы специалистов архивов, библиотек, музеев, научных учреждений, учебных заведений Украины, Российской Федерации, Республики Беларусь, Республики Казахстан, Польши, Австрии по изучению физико-химических, биологических и технических аспектов обеспечения сохранности документальных фондов.

### Том 7
Студии по архивному делу и документоведению. Т. 7 / Глав. архив. упр. при Кабинете министров Украины, Укр. гос. НИИ архив. дела и документоведения; редкол.: В. П. Ляхоцкий (глав. ред.) [и др.]. — К., 2001. — 152 с.
В ежегоднике опубликованы работы по архивоведению, документоведению, источниковедению и другим специальным историческим дисциплинам. Том посвящён 2000-летию Рождества Христова.

### Том 8
Студии по архивному делу и документоведению. Т. 8 / Гос. ком. архивов Украины, Укр. гос. НИИ архив. дела и документоведения, Европ. ун-т; редкол.: И. Б. Матяш (глав. ред.) [и др.]. — К., 2002. — 296 с.
В ежегоднике размещён закон Украины "О внесении изменений в закон Украины «О национальном архивном фонде и архивных учреждениях». Освещены проблемы истории архивного дела, документоведения, истории учреждений, обществ и объединений, теори и методики архивоведения. Рассмотрены основные направления изучения украинской рукописной книги XVII в. на Украине во второй половине XIX—XX вв., условия формирования Харьковского отделения архивистов в конце XIX в. Проанализированы первый этап деятельности Киевского центрального архива древних актов, книжные и архивные фонды Библиотеки АН УССР и академических институтов в 1944—1948 гг. библиографические источники национальной библиотеки Украины им. В. И. Вернадского. Изложены проект Концепции обеспечения национальных интересов Украины в архивном деле. Описан опыт классификации документной информации Государственного архива Закарпатской области.

### Том 9
Студии по архивному делу и документоведению. Т. 9 / Гос. ком. архивов Украины, Укр. НИИ архив. дела и документоведения; редкол.: И. Б. Матяш (глав. ред.) [и др.]. — К., 2003. — 202 с.
Отражена история создания центральных и местных архивов Украины, деятельность архивных учреждений в системе краеведческого движения. Рассмотрены проблемы создания энциклопедического справочника по архивоведению. Описаны особенности составления ведомственных перечней документов со сроками хранения, источники по истории университетов Украины второй половины XIX — начала XX в. в фондах Российского государственного исторического архива, письменные источники по истории Церковно-исторического и археологического общества при Киевской духовной академии. Определены основные направления краеведческих исследований на Луганщине в 1990 г. Проанализирована деятельность выдающегося учёного в библиотечно-информационной сфере современного общества академика НАН Украины А. С. Онищенко.

### Том 10
Студии по архивному делу и документоведению. Т. 10 / Гос. ком. архивов Украины, Укр. НИИ архив. дела и документоведения; редкол.: И. Б. Матяш (глав. ред.) [и др.]. — К., 2003. — 248 с.
Проанализирована роль архивных учреждений в написании «Истории городов и сёл Украинской ССР». Отражена история развития архивного дела на Черкасщине, формирования рукописных фондов Национального музея истории Украины, национальных общин Львова XVI—XVIII вв. Описана источниковая база исследования краеведения Правобережной Украины XVII—XVIII вв. на основе архивов униатской церкви. Рассмотрены монастырские архивы Перемышльщины как источник исторического краеведения. Раскрыты историко-краеведческие аспекты исследования боярских родословных Перемышльской земли на страницах «Записок научного общества им. Т. Шевченко», краеведческие и архивные аспекты исследований по истории библиотечного дела на Украине. Освещена краеведческа тематика в исследованиях подольских историков церкви. Рассмотрены вопросы исторического краеведения Галиции в научных трудах И. Франко, региональной истории на страницах польского архивоведческого журнала «Archeion» в 1990—2000 гг.

### Том 11
Студии по архивному делу и документоведению. Т. 11 / Гос. ком. архивов Украины, Укр. НИИ архив. дела и документоведения, Европ. ун-т; редкол.: И. Б. Матяш (глав. ред.) [и др.]. — К., 2004. — 278 с.
Освещены правовые основы развития архивного дела на Украине за 1919—1932 гг., история создания и основные направления деятельности украинского национального музея-архива в Праге в 1923—1930 рр. Описана структура открытых информационных ресурсов архивного портала Украины. Проанализирована научно-методическая работа архивных учреждений УССР в послевоенные годы. Приведена схема классификации документной информации в систематических каталогах государственных архивов Украины. Рассмотрены вопросы нормативного и научно-методического обеспечения организации делопроизводства на Украине в 1950—1980 гг., проблемы документоведения на страницах периодических изданий Украинского научно-исследовательского института архивного дела и документоведения.

### Том 12
Студии по архивному делу и документоведению. Т. 12 / Гос. ком. архивов Украины, Укр. НИИ архив. дела и документоведения, Европ. ун-т; редкол.: И. Б. Матяш (глав. ред.) [и др.]. — К., 2004. — 278 с.
Проанализировано развитие архивной науки на Украине, информационно-библиографическая деятельность Украинского научно-исследовательского института архивного дела и документоведения. Рассмотрены вопросы истории экспертизы ценности документов и составления перечней документов на Украине в 1920—1930 рр. Освещены аспекты документоведческого анализа архивных кинодокументов периода Второй мировой войны, в частности, в Центральном государственном кинофотофоноархиве Украины. Приведены результаты исследований по археографии и архивоведению в Институте рукописей Национальной библиотеки Украины им. В. И. Вернадского в 1992—2004 гг. Определены пути создания носителей для долговременного хранения информации в цифровой форме, а также решения проблемы хранения электронных документов в архивах на основе анализа Интернет-ресурсов, рассмотрены проблемы формирования электронного украинского архива.

### Том 13
Студии по архивному делу и документоведению. Т. 13 / Гос. ком. архивов Украины, Укр. НИИ архив. дела и документоведения, Европ. ун-т; редкол.: И. Б. Матяш (глав. ред.) [и др.]. — К., 2005. — 242 с.
В ежегодник включены статьи, посвящённые актуальным проблемам архивного описания, подготовки кадров для архивных учреждений на Украине и в зарубежных странах, а также тексты докладов участников конференции «Современное состояние и перспективы развития документоведения» (Киев, 1-3 декабря 2004).

### Том 14
Студии по архивному делу и документоведению. Т. 14 / Гос. ком. архивов Украины, Укр. НИИ архив. дела и документоведения, Европ. ун-т; редкол.: И. Б. Матяш (глав. ред.) [и др.]. — К., 2006. — 132 с.
Приведены статистические сведения по истории дворянства Левобережной Украины конца XIX — начала XX в. в области образования. Рассмотрены вопросы формирования личных архивных фондов, в частности, кооператора и литератора М. В. Левитского (1859—1936) из архива Института рукописи Национальной библиотеки Украины им. В. И. Вернадского. Освещены теоретические основы проблемы административной ответственности за нарушение законодательства о Национальном архивном фонде и учреждениях. Проанализировано зарубежное законодательство в сфере регулирования организации работы со служебными документами.

### Том 15
Студии по архивному делу и документоведению. Т. 15 / Гос. ком. архивов Украины, Укр. НИИ архив. дела и документоведения, Европ. ун-т; редкол.: И. Б. Матяш (глав. ред.) [и др.]. — К., 2007. — 237 с.
Изложена концепция создания и функционирования Национального реестра «Архивная украиника». Отражена деятельность архивных учреждений на Киевщине в 1917—1925 гг. Проанализированы архивные источники по истории научно-исследовательской деятельности Оперативного штаба рейхсляйтера Розенберга на территории оккупированных стран во время Второй мировой войны, документальные архивные фонды НАН Украины как источник изучения основных направлений исторических исследований в АН УССР в 1944—1956 гг.

### Том 16
Студии по архивному делу и документоведению. Т. 16 / Гос. ком. архивов Украины, Укр. НИИ архив. дела и документоведения; редкол.: И. Б. Матяш (глав. ред.) [и др.]. — К., 2008. — 152 с.
В ежегодник вошли статьи по актуальным вопросам теории и практики архивного дела, документоведения, источниковедения, истории Украины. В частности, рассмотрены проблемы общей архивного наследия, архивного украинистики, истории документоведения на Украине и тому подобное.

### Том 17
Студии по архивному делу и документоведению. Т. 17 / Гос. ком. архивов Украины, Укр. НИИ архив. дела и документоведения, Европ. ун-т; редкол.: И. Б. Матяш (глав. ред.) [и др.]. — К., 2009. — 180 с.
Раскрыты истоки и направления формирования архивоведения как науки, теоретико-методические основы организации и ведения учёта документов в архиве. Рассмотрены вопросы терминологической лексикографии в архивоведении, классификации кадровых документов. Проанализированы направления и формы научно-методической работы по комплектованию Государственного архива Киева, национальные стандарты по архивному и библиотечному делу в качестве основы унификации технологических процессов в деятельности научно-справочных библиотек архивных учреждений. Охарактеризованы документы по прохождению государственной службы личным составом административных учреждений Черниговской губернии в первой половине XIX в. Отражена история Волыни межвоенного периода в документах Государственного архива Волынской области.

### Том 18
Студии по архивному делу и документоведеню. Т. 18 / Гос. ком. архивов Украины, Укр. НИИ архив. дела и документоведения; редкол.: С. Г. Кулешов (глав. ред.) [и др.]. — К., 2010. — 210 с.
В ежегодник вошли статьи по проблемам истории, теории архивного дела и документоведения, истории учреждений, обществ, объединений, источниковедческие исследоваия. Значительное внимание уделено биографическим и генеалогическим исследованиям украинских учёных, а также исследованию белорусских учёных по демографии украинского национального меньшинства в Беларуси.

### Том 19, кн. 1
Студии по архивному делу и документоведению. Т. 19, кн. 1 / Гос. архив. служба Украины, Укр. НИИ архив. дела и документоведения; редкол.: С. Г. Кулешов (глав. ред.) [и др.]. — К., 2011. — 133 с.
В ежегодник вошли статьи по актуальным вопросам теории и практики архивного дела, документоведения (в частности, электронного), источниковедения, истории Украины. В частности, рассмотрены проблемы хранения архивного наследия в Великобритании, особенности личного архива Омеляна Прицака, истории формирования документоведения в Российской империи и тому подобное.

### Том 19, кн. 2
Студии по архивному делу и документоведению. Т. 19, кн. 2 / Гос. архив. служба Украины, Укр. НИИ архив. дела и документоведения; редкол.: С. Г. Кулешов (глав. ред.) [и др.]. — К., 2011. — 126 с.
В ежегодник вошли статьи по актуальным вопросам теории и практики архивного дела, документоведения, источниковедения, истории учреждений, обществ и объединений. В частности, рассмотрены проблемы архивной украиники, организации истории делопроизводства на Украине, проблемы организации электронного делопроизводства, способы унификации текстов управленческих документов и тому подобное.

### Том 20
Студии по архивному делу и документоведению. Т. 20 / Гос. архив. служба Украины, Укр. НИИ архив. дела и документоведения; редкол.: С. Г. Кулешов (глав. ред.) [и др.]. — К., 2012. — 333 с.
Научный сборник содержит материалы Международной научно-практической конференции «Электронный документ: актуальные задачи и практическое внедрение (Жизненный цикл электронного документа)», которая состоялась 11-12 октября 2012 г., а также статьи по актуальным вопросам теории и практики архивного дела, документоведения и источниковедения.

### Том 21
Студии по архивному делу и документоведению. Т. 21 / Гос. архив. служба Украины, Укр. НИИ архив. дела и документоведения; редкол.: С. Г. Кулешов (глав. ред.) [и др.]. — К., 2013. — 184 с.
Научный сборник содержит статьи по истории, теории и практики архивного дела и документоведения, истории учреждений, обществ, объединений, источниковедческие исследования. В частности, рассмотрены вопросы экспертизы ценности архивных документов, распространение документной информации в электронной форме, проблемы унификации и классификации служебных документов, особенности хранения архивных документов в США и др.